# Volly Tanner
Volly Tanner, eigentlich Volker Klaus Tanner (* 24. April 1970 in Halle (Saale)) ist ein in Leipzig lebender Schriftsteller, Moderator, Journalist, DJ und Sänger. Literarisch verortet sich Tanner im Underground, in der Punkrockliteratur, die sich bis zurück in die Beat Generation verwurzelt. Er war einer der wichtigsten ostdeutschen Vertreter des Social Beat.

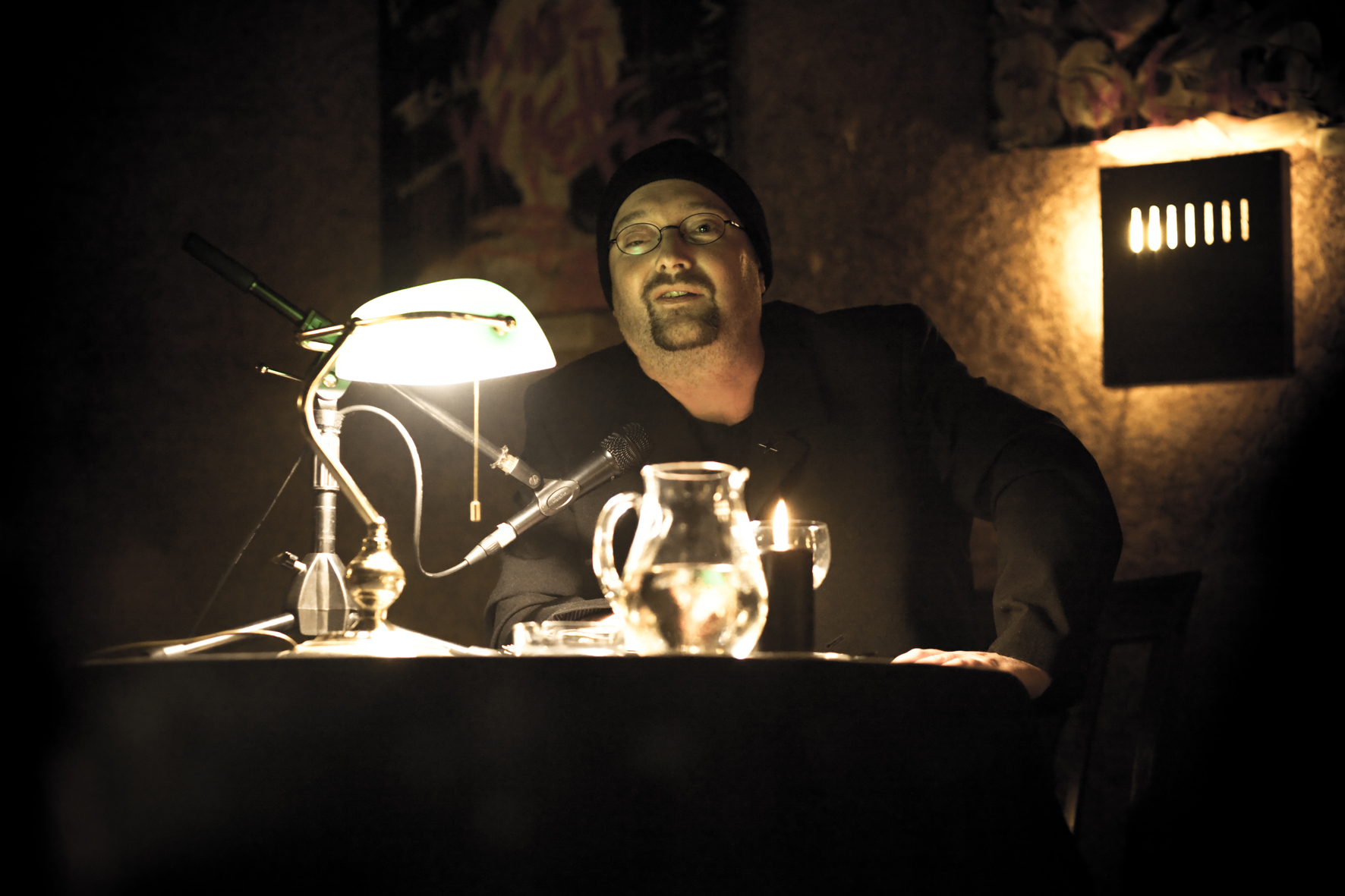
Volly Tanner

## Leben und Werk
Tanner erhielt in Großräschen eine Ausbildung zum Facharbeiter für Anlagentechnik mit Abitur bei den Klinker- und Ziegelwerken. Dort gründete er 1987 seine erste Punkkapelle EinzelHAFT. Nach der Lehre und dem Dienst bei der Volksmarine der DDR studierte Tanner an der Fachschule für das Bauwesen in Apolda und an der Universität Leipzig Baustofftechnologie, Betriebswirtschaftslehre, Germanistik und Journalismus, ohne Abschlüsse.
In den 1990er Jahren war er Mitherausgeber der Literaturzeitschriften vergammelte schriften (zusammen mit Wolfram Teufel und Becks) und ejaculatA. Tanner organisierte mit dem „Spezi Teufel“ seit 1995 monatliche Literaturshows mit Punkrock unter dem Label Social Beat in der Villa zu Leipzig. Ab 1996 organisierte Tanner ebenfalls die Alternativbuchmesse BuchSaboTAGe und seit 1999 die Literaturreihe Der durstige pegasus in der Moritzbastei zu Leipzig. Seit 1996 tourte Volly Tanner durch Deutschland, Österreich und die Schweiz mit unterschiedlichen Programmen. Er war Gründungsmitglied des Friedrich Boedecker Kreises in Sachsen. 2004 bekam er den Cabinet Kleinkunstpreis in der Kategorie Kabarett für Rosenmund und kleine Tode.
Journalistisch hat Tanner für die LVZ, Blitz! Das Stadtmagazin, sojus, Ohropax, melodie&rhythmus, Zeitpunkt Das Kulturmagazin, Readers Edition, LiTERRA, Leipziger Internet Zeitung, Feigenblatt, FRIZZ – Das Magazin, Die Lokale, Schlawiner geschrieben. Dabei war er auch unter den Pseudonymen Shevek Walden, Ray Voltez und Hotte Krauser tätig. Zurzeit leitet er das Leipziger Franchise-Magazin „Ahoi“.
Beim Leipziger Independentradio Radio Blau gestaltete Tanner zusammen mit Pipapo von Seitz die Radioshow Rilleralleradio. Er moderiert Musikevents, Literaturveranstaltungen und die politisch-zeitkritische Gesprächsrunde „Alles klar auf der Titanic?! Leipzig ist schön!“ und deren Nachfolger Leipzig hinterfragen zusammen mit der MDR-JUMP Moderatorin Ulrike Köhler. Im Flower Power Leipzig legt er als DJ während der Reihe Come Shot Music auf und organisiert in den Kulturräumen Helheim und Trixom die Entdeckershow Urban Poetry – Der Sound der Städte. Seit 2006 tritt Tanner mit Francis D.D. String und der Leipziger Allstar-Band Re.Vision auf. Neben seinen eigenen Texte sprach Tanner das Hörbuch Faust und Oberton von Michael Meinicke, Regie Thomas Kirsche ein. Tanner schrieb Beiträge für 150 europäische Literaturzeitschriften.
2009 legte Tanner nach über 10 Jahren die Veranstalter- und Moderatorentätigkeit bei „Der Durstige Pegasus“ in jüngere Hände, um sich auf anderen Feldern zu tummeln. So gab es Ende 2009 im Lofft Leipzig / Theater für Off-Kultur, Tanners erstes Theaterstück Nie wieder in die Stille zurück vor ausverkauftem Haus und Anfang 2010 Tanners erste Fotoausstellung im „Helheim“ Leipzig, die ebenfalls den Titel Nie wieder in die Stille zurück trug. Ab 2009 singt Tanner u. a. zusammen mit Stahlhofen, Dirk Zöllner, Purple Schulz, Julia Neigel, Sebastian Krumbiegel und Nikolai Thomas für die Afghanistan-Kinderhilfe bei der jährlichen Benefizveranstaltung im Leipziger Anker.
Seit 2010 moderiert und organisiert Tanner die monatliche Literaturshow „Tanners Terrasse“, zuerst im Fauser zu Leipzig und seit 2011 im „Helheim“ zu Leipzig. Daneben organisiert er seit Ende 2010 im Neuen Schauspiel Leipzig die „Menschenfreundeshow“ „Walden am Montag“, zu der von ihm der „Menschenfreundepreis“ MOMO ausgelobt wird.
Mitte 2011 gründete Volly Tanner seine eigene Band; Mark Harries & The Aliens, mit für die Songs unterschiedlichen Instrumentalisten, die ihn bei der Interpretation und bei seinen Auftritten unterstützen, so zum Beispiel Manfred Maurenbrecher, Francis D.D. String (git) oder Vicky Wickenhöfer, die Sängerin von Toxic Society am Klavier.
Daneben wurde Volly Tanner im Dezember 2011 in den Vorstand des Sächsischen Literaturrates, Dachverband der sächsischen Literaturvereine, gewählt. Seit 2021 moderiert Tanner auf „Radio Ostrock“ die Sendung „Tanners trendbefreite Eruptionen“.

## Einzelpublikationen
- So bekommt mich niemand!. AuweiA Verlag, 1999.
- Ich werd Euch nichts erzählen. AuWeiA Verlag, 2000.
- Die schönen Verlierer sind noch da!. FünffingerFerlag, Leipzig 2001, ISBN 3-9807419-2-3.
- Berlin muss brennen! Punk and Roll. FünffingerFerlag, Leipzig 2003, ISBN 3-9808934-1-3.
- Dunkle Rebellen, die letzten ihrer Art, eine biografische Skizze aus der Sicht von Zeitzeugen. Edition 42, Babenhausen / Ubooks, Augsburg 2005, ISBN 3-86608-008-5
- Bastardparadies. Illustrationen von Josephine, BuchBar, Zeitz 2005, ISBN 3-00-017610-1.
- Die frühen Jahre. Edition PaperONE, Leipzig 2006, ISBN 978-3-939398-27-1.
- Zerwühlte Tage. Zerknitterte Nächte. Edition PaperONE, 2006, ISBN 978-3-939398-31-8.
- Lasst mein Volk ziehen!. Edition PaperONE, Leipzig 2007, ISBN 978-3-939398-73-8.
- Dead City Radio sendet noch! Texte gegen eine uniformierte Welt. Hörbuch, Edition PaperONE, Leipzig 2008, ISBN 978-3-941134-09-6.
- mit Lene Hoffmann: Stadtgespräche aus Leipzig. Gmeiner, Meßkirch 2014, ISBN 978-3-8392-1634-7.

## Mitarbeit bei Publikationen
- Das Buch ohne Fau. FünffingerFerlag
- Das Beste hört sich Scheiße an. FünffingerFerlag
- Suffis Welt (Kudernatsch). FünffingerFerlag
- Betreten verboten!. FünffingerFerlag
- Das Buch der Langeweile. Verlag Der gesunde Menschenversand
- Kein bisschen tote Hose. Verlag Bernd Terlau
- Chaos ICH?. Verlag Hasloe Fockeberg
- Rattenfänger. BLITZ Verlag
- Das wunderbare Jahr der Anarchie. Ch.Links Verlag
- Poet(mag). Passage Verlag
- Morgana Beat. Morgana Verlag
- The Punchliner 1 & 2 & 3. Verlag Andreas Reiffer
- Alles Wurscht (Kudernatsch). FünffingerFerlag
- Sexlibris. Schreiblust Verlag
- Kneipenlyrik. FünffingerFerlag
- Die Städte brennen wieder. Götterwind Imperium
- Als die Grufties Buttons trugen (Baglieri). PaperONE
- Ich kann auch anders (Michael Sonntag). PaperONE
- Krieg im Nimmerland (m. Kruppe). PaperONE
- In darkest Leipzig (Michael Schweßinger). PaperONE
- Revierköter. PaperONE
- Grind The Nazi Scum – Das Buch!. Edition PaperONE 2008
- Mir kann keiner 62 Gedichte (Florian Günther). Edition Lükk Nösens
- MONSTERS OF POETRY Undergroundhelden aus Deutschland. Blaulicht Verlag
- Nachkriegsjugend (Sven Augstein)...PaperONE 2008
- Ein Suppenkasper gibt den Löffel ab...Edition Paperone
- Es gibt eine andere Welt. Poetenladen 2010
- Zusammen allein. Edition Paperone 2010
- Trash foFantasy. Edition PaperONE 2011
- Kolaps. Kolaps Book Production Mostar 2011

## Filmmitwirkungen
- Rosenmund und kleine Tode (DVD/ als Volly Tanner selber) Regie: Ralf Esche 2005.
- Drei Engel für Schorlie (DVD/ als Volly Tanner selber) Regie: Ralf Esche 2006.
- Pratajev, Schnaps und Weiber (DVD/ als Prügler und Dieb) Regie: Pichelstein Bröker 2007.
- Pratajev, der Wirt und Du (DVD/ als Volly Tanner selber) Regie: Pichelstein Bröker 2008.
- Kevin – Integration eines Mythos (Kinofilm/ in der Rolle des Migge) Regie: Christian von Aster
- Besser Anders (DVD & Audio-CD/ als Volly Tanner selbst) Regie: Doris Schneider 2011.

## Theaterproduktionen
- Nie wieder in die Stille zurück Dezember 2009; Text, Regie & Hauptdarsteller

## Tonträger
- Maschinenlieder – Limousine Rot (Text und Einsprecher)
- Zeitlos – Cäsar (Text)
- Hörbilder – Museum der bildenden Künste Leipzig (Text)
- Rundblick vom Turm – Makarios & Pichelstein (Gesang)
- Absurdistan – Battlebrigade (Zwischeneinsprecher)
- Live & Orange – Francis D.D. String & Re.Vision (Gesang)
- POLYPHON STATT MONOTON – Leipziger Bands für Menschenwürde und Demokratie (Texte)
- Albrecht Haushofer Hommage – Francis D.D. String & Die Liedertour (Gesang)
- Zigaretten danach – Jennifer Sonntag (Text)
- Ewig – Toxic Society (Gesang & Einsprecher)
- Maurenbrecher für alle – Eine Hommage in 62 Liedern (Gesang)